# Start a Fire
Start a Fire е песен на азербайджанската певица Дилара Казимова, с която представя страната си на песенния конкурс „Евровизия 2014“.
Автори на песента са Стефан Йорн, Алесандра Гюнтхард и Йохан Кронлунд. Песента е избрана чрез вътрешна селекция от азербайджанско жури.
Дилара описва песента си като „изповед на силни, но и податливи жени“. „Песента е не само за любов, но и за доброта, човечност и уважение едни към други. Тя е също така за чувството на пълна самота в свят, който би могъл да бъде твърде жесток. Трагична, но носеща надежда“, споделя още певицата.
В песента е използван народният инструмент балабан, показан и в нейния видеоклип.